# 梅斯犹太会堂

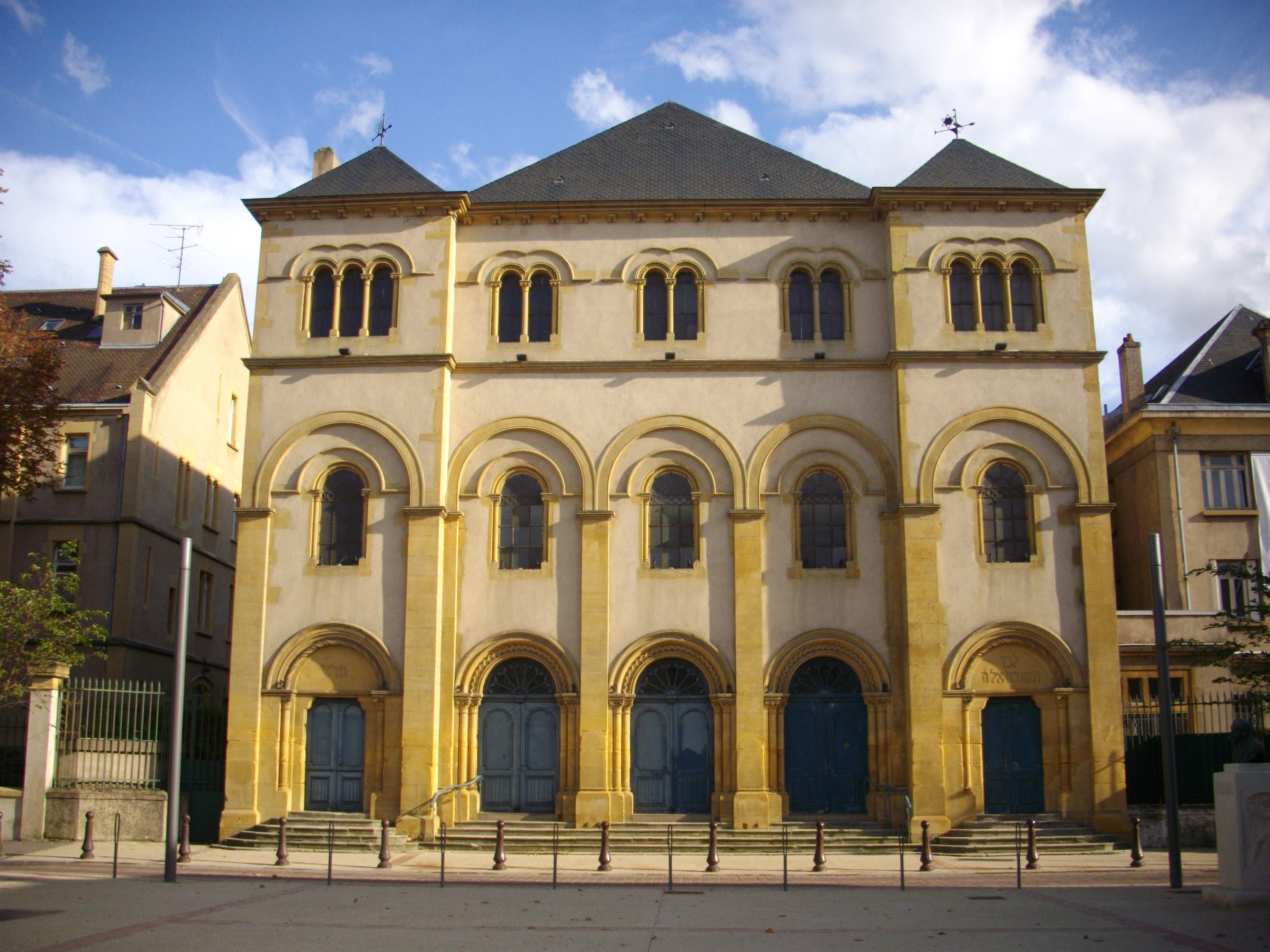

梅斯犹太会堂（Synagogue de Metz）是法国阿尔萨斯-香槟-阿登-洛林大区摩泽尔省梅斯一个犹太会堂，位于梅斯市中心区的布洛赫拉比街。1984年12月6日列为法国历史古迹。罗马复兴风格。

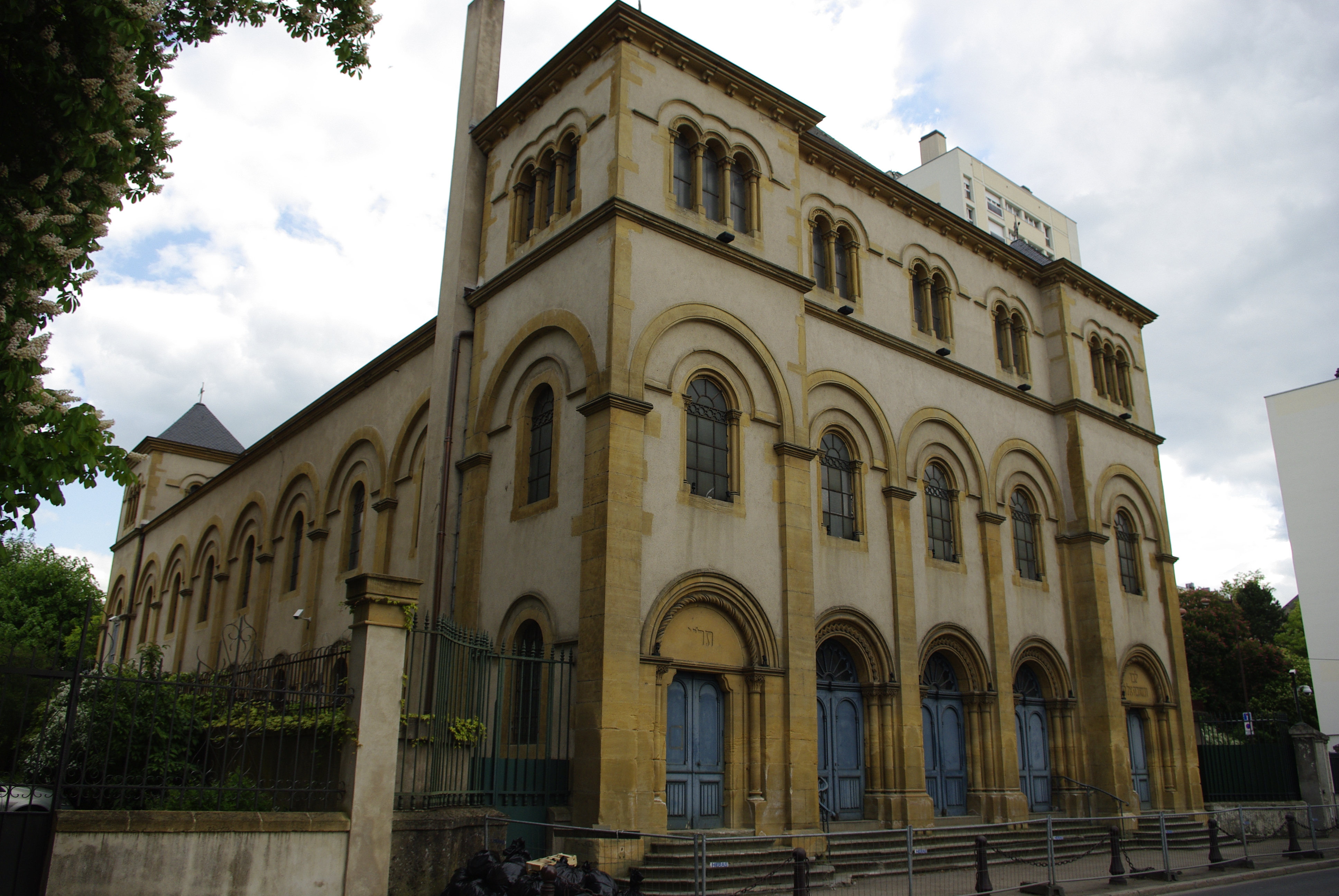

目前的建筑于1850年8月30日建成。1940年德国兼并摩泽尔省后，梅斯犹太会堂关闭，但建筑保存完好。目前仍然用于宗教用途。